# Matteo Barbabianca
Matteo Barbabianca (Capodistria, 1532 – Pola, 3 novembre 1582) è stato un vescovo cattolico italiano.

## Biografia
Nato a Capodistria da una nobile famiglia locale, si laureò in utroque iure e divenne arcidiacono della sua città natale, prima che papa Paolo V lo nominasse vescovo di Pola il 28 aprile 1567. La sua principale funzione fu l'introduzione e l'accettazione nella diocesi dei nuovi decreti del Concilio di Trento, riformando i costumi del clero e rinnovando lo spirito religioso; per la loro corretta applicazione indisse un primo sinodo diocesano Albona nel 1576 e un secondo due anni dopo.
Della sua attività come vescovo vi rimane una fervida testimonianza da parte di Agostino Valier, vescovo di Verona, che nel 1580 fu visitatore apostolico presso la diocesi di Pola.
Il vescovo Barbabianca cercò inoltre di attuare la riforma tridentina anche con il combattere l'ignoranza del clero e con l'istituire degli incontri obbligatori, sul tipo di quelle attuati a Milano da Carlo Borromeo, dove erano spiegate le maggiori questioni di teologia dogmatica e morale. Inoltre, seguendo la proposta fatta il 14 gennaio 1580 dal visitatore apostolico Agostino Valier, fece istituire in breve tempo il seminario diocesano, che però sopravvisse pochi anni al suo fondatore e fu chiuso nel 1592.
La sua opera riformatrice fu prematuramente troncata dalla morte: colto dalla febbre mentre esercitava il suo ministero presso Pola, spirò il 3 novembre 1582.

## Genealogia episcopale
La genealogia episcopale è:
- Vescovo Giovanni Dolfin
- Vescovo Matteo Barbabianca